# Danilo Dolci
Danilo Dolci (28 de juny de 1924 - 30 de desembre de 1997) va ser un activista social italià, sociòleg, educador popular i poeta. És conegut sobretot per la seva oposició a la pobresa, l'exclusió social i la Màfia en Sicília, i és considerat com un dels protagonistes del moviment de la no-violència en Itàlia. Va ser conegut com el "Gandhi de Sicília".
En els anys 1950 i 1960, Dolci va publicar una sèrie de llibres (sobretot, en les traduccions a l'anglès: To Feed the Hungry: Alimentar els famolencs, de 1955, i Waste: Residus, de 1960) que va deixar atònit al món exterior amb tota la seva força emocional i el detall amb què es mostra la desesperada condicions del camp sicilià i el poder de la màfia. Dolci es va convertir gairebé en un heroi de culte al nord d'Europa i als Estats Units; i es van formar comitès per recaptar fons per al seu treball.
El 1958 va ser guardonat amb el Premi Lenin de la Pau, tot i definir-se explícitament com no-comunista. Va ser nominat dues vegades per al Premi Nobel de la Pau per l'American Friends Service Committee (AFSC), que el 1947 va rebre el Premi Nobel de la Pau, juntament amb els britànics Friends Service Council, que ara es diu Quaker Peace and Social Witness, en nom de tots els quàquers a nivell mundial. Entre els que públicament van expressar el seu suport als seus esforços van ser Carlo Levi, Erich Fromm, Bertrand Russell, Jean Piaget, Aldous Huxley, Jean-Paul Sartre i Ernst Bloch. A Sicília, Leonardo Sciascia va defensar moltes de les seves idees. Als Estats Units el seu idealisme proto-cristià es va confondre absurdament amb el comunisme.

## Primers anys
Danilo Dolci va néixer en la ciutat de Carso de Sežana (ara en Eslovènia), que llavors formava part de la regió fronterera italiana coneguda com a Venècia Júlia. El seu pare era un oficial agnòstic del ferrocarril sicilià, mentre que la seva mare, Meli Kokelj, era una dona eslovena molt catòlica. El jove Danilo va créixer en l'estat feixista de Mussolini. Quan era adolescent Dolci va veure com Itàlia entrava a la Segona Guerra Mundial. Li preocupava la seva família, arrancava qualsevol cartell de guerra feixista que es va trobar.
"Jo mai havia sentit la frase 'objector de consciència'" Dolci va dir més tard Dolci: "i jo no tenia idea que hi hagués aquestes persones en el món, però jo estava convençut que estava malament matar la gent i jo estava decidit a no fer-ho." Va provar d'escapar de les autoritats, ja que sospitaven que era ell qui arrancava els cartells, però va ser capturat mentre intentava arribar a Roma i va acabar a la presó poc temps. Es va negar a allistar-se en l'exèrcit de la República de Saló, de l'estat titella de Mussolini després de la invasió aliada el 1943.
Dolci va ser inspirat en l'obra del capellà catòlic Zeno Saltini que havia obert un orfenat per a 3.000 nens abandonats després de la Segona Guerra Mundial. Es troba en un antic camp de concentració en Fossoli, a prop de Mòdena a Emília-Romanya, i es va anomenar Nomadelphia: un lloc on la fraternitat és la llei. El 1950 Dolci va renunciar als seus estudis d'arquitectura i enginyeria molt prometedors a Suïssa a l'edat de vint anys, va renunciar a la seva classe mitjana de vida i se'n va anar a treballar amb els pobres i desafortunats. Dolci va crear una comunitat similar anomenada Ceffarello.
Mn. Zeno estava sent assetjat pels funcionaris que deien que ell era comunista, i fins i tot el Vaticà es va girar en contra de Mn. Zeno, anomenant-lo el "capellà boig". Les autoritats van decidir posar els orfes en els asils i van tancar tant Nomadelphia com Ceffarello. Dolci es va haver de seure i veure com les forces del govern s'enduien els nens, i va haver de reunir totes les seves energies en la construcció d'una nova Nomadelphia. El 1952, ell ja estava preparat per seguir endavant i treballar en altres llocs.

## A Sicília
El 1952 Dolci va decidir dirigir-se a "el lloc més pobre que coneixia" - el poble de pescadors miserables de Trappeto a l'oest de Sicília, a uns 30 km a l'oest de Palerm. Durant una visita anterior als jaciments arqueològics grecs de Sicília s'havia adonat de la gran pobresa rural d'allà. Pobles sense electricitat, ni aigua corrent, ni clavegueres, habitada per ciutadans pobres que amb prou feines sobrevivien, a prop de la inanició, en gran part analfabets i aturats, sospitosos per l'Estat i ignorats per la seva Església.
"Des del nord, sabia que jo era totalment ignorant", va escriure més tard Dolci. "Mirant al meu voltant, no vaig veure als carrers, només fang i pols ... Vaig començar a treballar amb els paletes i camperols, que amablement, suaument, em van ensenyar el seu ofici. D'aquesta manera les meves ulleres ja no eren una barrera. Cada dia, tots els dia, el mànec de l'aixada o d'una pala em fan butllofes a les mans, he après més que qualsevol altre llibre podria ensenyar-me sobre la lluita d'aquest poble a existir ... "
En Trappeto, Dolci va començar un orfenat, ajudat per Vincenzina Mangano, la vídua d'un pescador i sindicalista a qui va rescatar de la misèria i els cinc fills que va adoptar com a seus. Posteriorment, es va traslladar a la propera Partinico, situada en un pujol, on va tractar d'organitzar als camperols sense terra en cooperatives. Dolci va començar amb vagues de fam, protestes de braços caiguts i manifestacions no-violentes com a mètodes per a forçar el govern regional i nacional perquè fessin millores en les àrees afectades per la pobresa de l'illa. Amb el temps, va arribar a ser conegut com el "Gandhi de Sicília".
Al llarg de la seva carrera a Sicília, Dolci va utilitzar aquest mètode, una de les seves vagues de fam més famoses la va fer el novembre de 1955, quan va dejunar durant una setmana a Partinico per cridar l'atenció sobre la misèria i la violència a la zona i promoure la construcció d'una presa sobre el riu Iato, ple d'aigua durant les pluges d'hivern, però sec durant la resta de l'any, i que podria proporcionar aigua per a la vall.
Una tècnica que va innovar va ser la "vaga al revés" (treballant sense cobrar), que va iniciar autoritzant projectes d'obres públiques per als pobres. Això li va valer la seva fama per primera vegada el 1956, quan va reunir a uns quants homes aturats per arreglar una carretera pública. La policia va dir que allò era una obstrucció, els seus ajudants se'n varen anar, es va quedar al costat de la carretera i va ser arrestat. Hàbilment, això li va dur una gran publicitat. Advocats famosos es van oferir per a defensar el seu alliberament. Escriptors famosos, com ara Ignazio Silone, Alberto Moravia, Carlo Levi, entre d'altres, van protestar. El tribunal de Palerm va absoldre Dolci i les seves dos dotzenes d'acusats de resistir i insultar la policia, però el van condemnar a una pena de 50 dies de presó (que en aquell moment ja havia complert) i 20.000 lires de multa per "haver envaït sòl que pertanyia al govern". Una vegada alliberat, va reprendre la campanya d'una gran per a la construcció de la presa al riu Iato.
Va ajudar activament a les víctimes del terratrèmol que va destruir gran part de la Vall de Belice el gener de 1968. Els fons per al socors i la reconstrucció van ser desviats per administradors cobdiciosos, i "Belice" es va convertir en un paraula italiana per anomenar la corrupció política.

## Antimàfia
Dolci es van adonar del domini de la Màfia sobre els pobres en Sicília. No va atacar a la màfia en un primer moment, però s'hi va trobar en ensopegar amb ells en desafiar el monopoli del subministrament d'aigua (que la Màfia tenia), amb el projecte de la presa del riu Iato. Així va passar a ser també molt conegut tant a Itàlia com a l'estranger sense massa publicitat contrària.
Ell va començar la seva croada contra la màfia, al·legant que els funcionaris del govern estaven rebent ajuda en les seves eleccions de la Cosa Nostra. En lloc de fer les seves acusacions només a Sicília, abans va viatjar a Roma per participar en la Comissió Antimàfia, que va ser establerta el 1963, per assegurar que les seves preocupacions sobre la Màfia a Sicília siguessin escoltades. La seva disposició a enfrontar-se a la màfia en el seu afany per millorar les condicions de vida dels sicilians el va ajudar a guanyar la confiança dels vilatans.
Al llarg de 1963 i 1964, Dolci i el seu ajudant Franco Alasia havien estat recopilant proves sobre els vincles entre la màfia i els polítics de la Comissió. En una conferència de premsa el setembre de 1965, van presentar desenes de testimonis de persones que suposadament havien vist Bernardo Mattarella i Calogero Volpe reunits amb els líders mafiosos. Mattarella i Volpe van demandar a Dolci i Alasia per difamació.
En els següents dos anys de presentació de proves, es van escoltar dotzenes de testimonis i es van tenir en compte molts documents. Quan el Tribunal va negar a permetre noves proves dels testimonis, Dolci i Alasia es van adonar que el judici era una farsa. Varen difondre aquests fets i que no provarien de defensar-se. La resta del judici, per tant, es va dur a terme amb Dolci i Alasia absents de la sala. Dolci va respondre mitjançant la difusió de les seves opinions en una emissora de ràdio privada, que es van clausurar immediatament.
El 21 de juny de 1967, el Tribunal de Roma van sentenciar que Mattarella havia ofert proves fiables de la seva oposició a la màfia en el curs de la seva carrera política. Els testimonis recollits pels acusats - Dolci i el seu assistent Alasia - van ser considerats res més que "xafarderies deplorables, rumors maliciosos o simples mentides". El Tribunal va opinar que Mattarella "mai va tenir relacions amb l'entorn de la màfia". Els resultats de la investigació van ser publicats el 1966 en el llibre Chi Gioca Solo (L'home que juga sol).
Dolci va presentar una sol·licitud d'amnistia, però va ser condemnat a dos anys de presó per difamació, juntament amb fortes multes. Alasia va rebre una sentència d'un any i mig. Mai es va complir el veredicte, a causa d'un indult. Hauria estat massa escandalós enviar Dolci a la presó i la condemna va ser cancel·lada. Mattarella havia guanyat el judici, però va perdre un lloc en el gabinet del nou govern d'Aldo Moro. En l'apel·lació de les sentències van ser confirmades el 1973. "A cadascú la seva pròpia responsabilitat davant l'opinió pública d'avui i la història del demà", va comentar Dolci de la sentència.

## Educador popular
Dolci es va convèncer que la clau del progrés era l'educació. Amb els diners que va rebre pel Premi Lenin de la Pau el 1958, va fundar el Centro studi e iniziative per la piena occupazione (Centre d'estudis i iniciatives per la plena ocupació), en Partinico, el poble a l'interior de Palerm que es va convertir en la seva llar.
El centre va ser un dels exemples més importants de desenvolupament de la comunitat a Itàlia i especialment al sud des de la guerra. Es va convertir en tant una forma d'autoorganització de les comunitats locals i una escola de formació per a una generació de joves compromesos socialment i políticament, que trobaven la seva cohesió com a grup i van tractar de construir un procés d'agrupació social a través dels mètodes i instruments d'una no-violència activa.
Dolci utilitzava el mètode socràtic, el mètode dialèctic de recerca, i l'"autoanàlisi popular" per l'empoderament de les comunitats. Els seus mètodes pedagògics, posant l'èmfasi en la consciència social i la interacció cultural, va guanyar una reputació a tot el món, i un petit grup d'esforçats seguidors seus van portar les seves idees, al llarg dels anys, a través de Sicília i a la Itàlia continental.

## Controvèrsia
La vida de Dolci i les seves accions van provocar àmplia controvèrsia. Va molestar a les autoritats que sovint el combatien. Alguns dels veïns que s'oposaven a la presa del riu Iato no estaven contents de veure la vall inundada, amb els jardins i oliveres en ruïnes. Els contractistes d'obres de tant en tant eren amb la màfia o amb els seus intermediaris. Dolci era sovint poc curós amb els diners. Va ser ajudat a sortir-ne de tant en tant, sobretot per les famílies angleses que havien fet fortuna amb el vi de Marsala dolç fabricat a Sicília.
L'arquebisbe de Palerm, Ernesto Ruffini va denunciar públicament Dolci i Giuseppe Tomasi di Lampedusa, així com a la màfia, per "difamar" a tots els sicilians.
El 1968 Dolci va ser acusat de malversació de fons enviats des de l'estranger per ajudar les víctimes del terratrèmol que va destruir gran part de la vall de Belice. Al mateix temps, alguns dels seus seguidors que van anar a establir els seus propis centres educatius l'acusaven d'un autoritarisme excessiu. Algunes de les iniciatives que més tard va endagar Dolci van tenir menys èxit (o gairebé foren ineficaces). El seu centre va buscar proves en contra de la base submarina secreta de l'OTAN al voltant d'illa de la Maddalena de Sardenya sobre la base que aquest tipus d'instal·lació requereix l'aprovació d'Italià; i el control de la instal·lació, en aquest cas, se li va concedir, pel que sembla, secretament a la Marina dels Estats Units.
Les campanyes de desprestigi de Dolci es van estendre fora d'Itàlia. Els últims 20 anys de la seva vida es va apartar de la vida pública, encara que va seguir sent venerat a l'estranger, guanyant premis per la seva poesia, i treballant com a professor convidat a les universitats.

## Llegat
Dolci havia estat proposat per al Premi Nobel de la Pau, denunciat per l'Arquebisbe de Palerm, havia guanyat el suport de molts comunistes i alguns jesuïtes, va ser amenaçats per la màfia, i havia estat processats per obscenitat pel govern italià pel seu llibre Inchiesta a Palermo (Informe de Palerm).
Dolci va ser un gran escriptor. Els seus llibres són remarcables de la societat que ell servia, i la seva precisió i la seva visió van ajudar a donar una base realista per a qualsevol pla de millora. Per sobre de tot, va donar veu als abandonats, oblidats, desesperats, la gent sense nom, el sofriment de Sicília. De forma inoblidable va explicar les històries dels camperols i pescadors, mares i prostitutes, marrecs del carrer, fora de la llei i bandits, policies i mafiosos.
No es va negar a contestar les preguntes i mai es va unir a un partit polític tot i les diverses invitacions del Partit Comunista Italià per donar-li un càrrec. "La realitat és molt complexa", va dir. "Per entendre-ho, els homes han buscat en el cristianisme, el liberalisme, el gandhisme, el socialisme. Hi ha alguna cosa de veritat en totes les solucions. Tots som captaires de la veritat". A la dècada de 1970 es va rebel·lar contra el monopoli estatal sobre la radiodifusió i va establir la seva pròpia estació de ràdio a Partinico per fer front a la policia.
Dolci va morir el 30 de desembre de 1997, d'insuficiència cardíaca. Li sobreviuen cinc fills adoptius que va tenir amb la seva primera dona, Vincenzina, i per dos fills del seu segon matrimoni. La seva mort va provocar una curiosa barreja de reaccions. Mentre que el fiscal en cap antimàfia a Palerm, Gian Carlo Caselli, va dir que Dolci va ser una de les persones que li va donar les claus per funcionar, la premsa nacional li va donar, sorprenentment, poca atenció, i el va descriure com una curiositat històrica, que aviat amb el temps seria oblidat.
Segons l'obituari a The Independent: "Si el món d'ara sap quelcom sobre el món fosc i secret de la màfia siciliana en els primers anys turbulents després de la Segona Guerra Mundial, és en gran part gràcies a Danilo Dolci." L'home que en la seva joventut va estudiar arquitectura es va convertir en un arquitecte del canvi social.
Durant molt temps, era pràcticament desconegut al seu país natal, Eslovènia. El 2007, però, es va organitzar a la seva ciutat natal de Sežana una exposició sobre la seva vida i el seu treball. El 2010, un llibre de la seva poesia va ser traduïda per primera vegada a l'eslovè. El mateix any, una placa commemorativa bilingüe va ser col·locada a la seva casa natal, i hi ha una organització educativa local que porta el seu nom. Els seus articles es troben actualment en els arxius del Howard Gotlieb Archival Research Center de la Universitat de Boston.